# Triglukozilalkilacilglicerol sulfotransferaza
Triglukozilalkilacilglicerol sulfotransferaza (EC 2.8.2.19, triglukozilmonoalkilmonoacilna sulfotransferaza) je enzim sa sistematskim imenom 3'-fosfoadenilil-sulfat:triglukozil-1-O-alkil-2-O-acilglicerol 6-sulfotransferaza. Ovaj enzim katalizuje sledeću hemijsku reakciju
3'-fosfoadenilil sulfat + alfa-D-glukozil-(1->6)-alfa--glukozil-(1->6)-alfa--glukozil-(1->3)-1-O-alkil-2-O-acilglicerol {\displaystyle \rightleftharpoons } adenozin 3',5'-bisfosfat + 6-sulfo-alfa-D-glukozil-(1->6)-alfa--glukozil-(1->6)-alfa--glukozil-(1->3)-1-O-alkil-2-O-acilglicerol

## Literatura
- Nicholas C. Price; Lewis Stevens (1999). Fundamentals of Enzymology: The Cell and Molecular Biology of Catalytic Proteins (Third изд.). USA: Oxford University Press. ISBN 019850229X.
- Eric J. Toone (2006). Advances in Enzymology and Related Areas of Molecular Biology, Protein Evolution (Volume 75 изд.). Wiley-Interscience. ISBN 0471205036.
- Branden C; Tooze J. Introduction to Protein Structure. New York, NY: Garland Publishing. ISBN 0-8153-2305-0.
- Irwin H. Segel. Enzyme Kinetics: Behavior and Analysis of Rapid Equilibrium and Steady-State Enzyme Systems (Book 44 изд.). Wiley Classics Library. ISBN 0471303097.

## Spoljašnje veze
- Triglucosylalkylacylglycerol+sulfotransferase на 